# Aleksandrs Mirskis
Aleksandrs Mirskis (né le 20 mars 1964 à Vilnius, en RSS de Lituanie) est un homme politique letton, membre du Parti de l'harmonie nationale (Tautas Saskaņas partija, TSP), formation sociale-démocrate, représentant les intérêts de la minorité russe. 

## Biographie
Aleksandrs Mirskis est élu député européen aux élections européennes de 2009 sur la liste de la coalition Centre de l'harmonie, avec Alfreds Rubiks du Parti socialiste de Lettonie, il choisit, contrairement à ce dernier qui siège au groupe GUE/NLG, de siéger au groupe S&D. Tête de liste du parti « Alternative », il n'est pas réélu député européen en mai 2014, en obtenant 3,73 % des voix.